# Maison Renaissance d'Échay
Pour les articles homonymes, voir Maison Renaissance.
La maison Renaissance est une maison du XVIe siècle, inscrite aux monuments historiques français sur la commune d'Échay dans le département du Doubs en France.

## Histoire
La maison date des XVIe et XVIIe siècles.
Divers éléments de la maison (façade, tour avec escalier à vis, cheminées) sont inscrits au titre des monuments historiques par arrêté du 9 octobre 1979.

## Localisation
La maison est située au centre du village d'Échay.

## Architecture
La maison possède une tour avec escalier à vis.